# Сельское поселение Новохаритоновское
Сельское поселение Новохаритоновское — упразднённое муниципальное образование (сельское поселение) в Раменском муниципальном районе Московской области России.
Административный центр — посёлок Электроизолятор.

## География
Располагалось в северо-восточной части Раменского района. На юго-западе граничило с сельским поселением Кузнецовским, на западе — с сельским поселением Гжельским, на севере и северо-востоке — с сельским поселением Аверкиевским Павлово-Посадского района, на востоке — с сельским поселением Соболевским Орехово-Зуевского района, на юге — с городским поселением Белоозёрский Воскресенского района.

## История
Образовано 1 января 2006 года законом Московской области от 25 февраля 2005 года № 55/2005-ОЗ «О статусе и границах Раменского муниципального района и вновь образованных в его составе муниципальных образований».
4 мая 2019 года Раменский муниципальный район был упразднён, а все входившие в него городские и сельские поселения объединены в новое единое муниципальное образование — Раменский городской округ.
Глава сельского поселения — Ширенина Нина Александровна. Адрес администрации: 140155, Московская область, Раменский район, пос. Электроизолятор, д. 50.

## Население
| 2007    | 2008    | 2009    | 2010    | 2011    | 2012    |
| ------- | ------- | ------- | ------- | ------- | ------- |
| 8960    | ↗9002   | ↗9103   | ↗10 097 | ↗10 287 | →10 287 |
| 2013    | 2014    | 2015    | 2016    | 2017    | 2018    |
| ↗10 419 | ↗10 515 | ↘10 362 | ↗10 643 | ↗10 678 | ↘10 671 |
| 2019    |         |         |         |         |         |
| ↘10 573 |         |         |         |         |         |

## Состав сельского поселения
В состав сельского поселения входят 20 населённых пунктов упразднённой административно-территориальной единицы — Новохаритоновского сельского округа:
- посёлки Электроизолятор, Кузяевского фарфорового завода, Шевлягинского завода;
- сёла Игнатьево, Карпово, Новохаритоново;
- деревни Антоново, Аринино, Бахтеево, Володино, Вороново, Жирово, Коломино, Кузяево, Меткомелино, Мещеры, Сидорово, Турыгино, Фрязино, Шевлягино.